# 安大簡
安徽大學藏戰國竹簡，略稱安大簡，是一批戰國中早期的楚簡，於2015年1月入藏安徽大學出土文獻與中國古代文明研究協同創新中心。其內容主要是《詩經》和楚史等。
安大簡首期研究成果於2019年9月發佈，披露了近百枚《詩經》竹簡，涵蓋了《國風》中的57篇。
安大简记载，老童是颛顼的儿子，出生即满头白发，好像小老头儿。颛顼占卜得知这个满头白发的婴儿将会子孙蕃衍兴旺，喜出望外，就给他起名叫老童。老童生有重、黎、吴、回四个儿子，第二子黎就是祝融，不是重或吴、回，黎生有季连等六子，并没有陆终一代，而且季连就是穴熊，季连与穴熊、鬻熊是同一人的不同写法。